# Tri-Cities

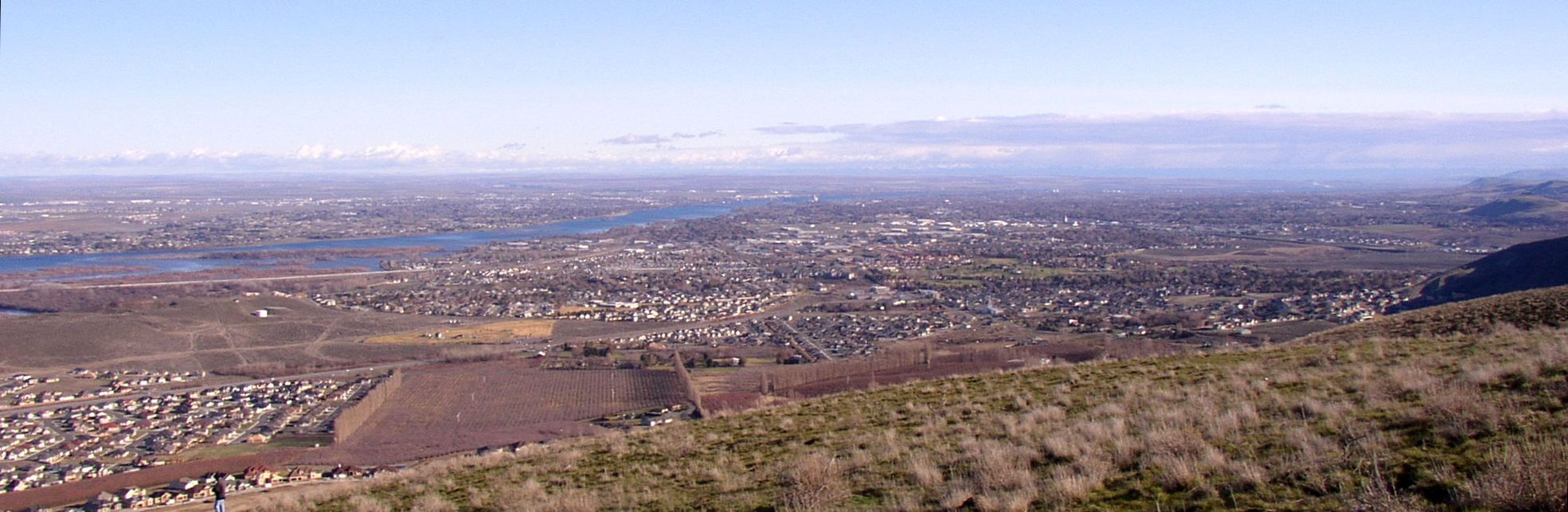
Vista panorámica de las tres ciudades, Richland, Pasco y Kennewick.

Tri-Cities (tres ciudades, en inglés) es una aglomeración urbana en el sureste del estado de Washington (EE. UU.), formada por las ciudades de Kennewick, Richland y Pasco, y ubicadas en la confluencia de los ríos Yakima, Snake, y Columbia.
Pasco está situada al norte del Columbia, en el Condado de Franklin, mientras que Kennewick y Richland lo están al sur, en el condado Benton. La población combinada asciende a unas 160.000 personas, calculada para el 2005.
Su economía se basa en la agricultura, ganadería, y en la planta nuclear de Hanford Site, parte del Proyecto Manhattan, utilizada para producir la bomba que destruyó Nagasaki. El trigo es el producto agrícola más común en la zona, pero se obtienen patatas, manzanas y uvas, de las que se hace vino fino.
- Datos: Q1810131
- Multimedia: Tri-Cities (Washington) / Q1810131